# أندي ديركس
أندي ديركس (بالإنجليزية: Andy Dirks) هو لاعب كرة قاعدة أمريكي، ولد في 24 يناير 1986 في هتشنسون في الولايات المتحدة.

## وصلات خارجية
- أندي ديركس على موقع دوري كرة القاعدة الرئيسي (الإنجليزية)
- أندي ديركس على موقعبيزبول رفرنس.كوم (الدوري الرئيسي) (الإنجليزية)
- أندي ديركس على موقعبيزبول رفرنس.كوم (الدوري الثانوي) (الإنجليزية)
- أندي ديركس على موقع إي إس بي إن.كوم (أم.أل.بي) (الإنجليزية)
- أندي ديركس على موقع مشجعي الرسوم البيانية (الإنجليزية)